# Porchov
Porchov (rusky Порхов) je město v Rusku, administrativní centrum Porchovského rajónu Pskovské oblasti. Leží na řece Šeloň, asi 88 km východně od Pskova. V roce 2016 zde žilo 9172 obyvatel.
Město je známo díky středověké Porchovské pevnosti.

## Historie
Vznik Porchova souvisí se založením Porchovské pevnosti na břehu řeky Šeloně. Tu založil podle Novgorodského letopisu Alexandr Něvský roku 1239 jako součást systému opevnění na Šeloni. Po několik staletí chránila Porchovská pevnost tuto obchodní vodní cestu a zároveň Novgorodskou republiku před nájezdy Litevců.
Po připojení Novgorodské republiky k Moskevskému velkoknížectví roku 1478 se Porchov stal jednou z 12 hlavních pevností Ruska, avšak ne na dlouho. Hranice státu se záhy posunuly více na západ, Porchov přestal být pohraničním městem, čímž ztratil svůj vojenský význam.
Po administrativní reformě Petra I. se stal Porchov součástí Novgorodské provincie Petrohradské gubernie, Kateřina I. jej později zahrnula do Novgorodské gubernie a Kateřina II. do Pskovské gubernie.
Roku 1783 zde byl vystavěn chrám svaté Trojice, na jehož výstavbu darovala 7000 rublů carevna Kateřina II., když projížděla v roce 1780 městem (v 60. letech 20. století byl tento svatostánek zbořen).

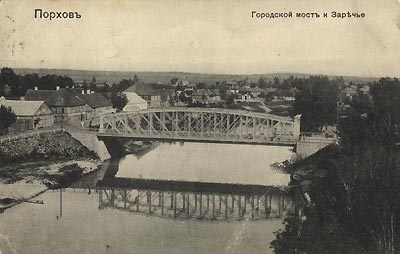
Porchov na počátku 20. století

Železnice byla do města přivedena roku 1897 v rámci nově otevřené trati Pskov - Bologoje. Železniční most v Porchově byl dokončen o 8 let později.
Na počátku 20. století zde byl sbor dobrovolných hasičů, banka, několik škol, dívčí gymnázium a reálka.
V rámci administrativní reformy SSSR se Porchov stal roku 1927 součástí Porchovského rajónu Leningradské oblasti, od roku 1944 Pskovské oblasti.
11. července 1941 bylo město obsazeno nacistickými vojsky. Již v srpnu téhož roku byl 3,2 km východně od města otevřen pracovní koncentrační tábor Dulag 100 pro 25 až 30 tisíc vězňů z řad vojenských zajatců i civilistů. V otřesných podmínkách, kdy velká část vězňů musela po celý rok spát pod širým nebem, zahynulo za celou dobu provozu tábora přes 85 tisíc lidí. V samotném Porchově bylo na 90 % budov zbouráno. K osvobození města i tábora došlo v rámci leningradsko-novgorodské operace 26. února 1944 oddíly Leningradského frontu.
Roku 1983 započala výstavba památníku koncentračnímu táboru Dulag 100, kvůli nedostatku peněz však byla zamražena. K dokončení a slavnostnímu otevření tak došlo až v roce 2016.
Za čtvrt století po rozpadu SSSR se počet obyvatel snížil asi o třetinu.

## Chrámy
- Chrám svatého Mikuláše v Porchovské pevnosti (1412)
- Chrám svatého Jana Křtitele na městském hřbitově (1804)
- Chrám ikony Matky Boží "Všech truchlících radost" (1864)
- Chrám Proměnění Páně (1772)
- Chrám Narození přesvaté Bohorodice (1. polovina 14. století)